# リヴィニャーノ
リヴィニャーノ（伊: Rivignano）は、イタリア共和国フリウリ＝ヴェネツィア・ジュリア州ウーディネ県リヴィニャーノ・テオールに属する分離集落（フラツィオーネ）。
かつては独立したコムーネであったが、2014年1月1日にテオールと合併して新自治体の一部となった。

## 地理

### 位置・広がり

#### 隣接コムーネ
コムーネとしてのリヴィニャーノは、以下のコムーネと隣接していた。
- ベルティオーロ
- ポチェニーア
- ロンキス
- タルマッソンス
- テオール
- ヴァルモ

## 姉妹都市
- Pörtschach am Wörthersee、オーストリア